# TOI-175 b
TOI-175 b（ルイテン98-59b）とは、とびうお座の方向に地球から34.6光年離れた位置にある赤色矮星 TOI-175 の周囲を公転している太陽系外惑星である。TOI-175 bは地球と火星の間の大きさを持ち、質量は金星の半分程度である。この発見は、2019年6月27日にアストロノミカルジャーナルとNASAのプレスリリースで発表された。TOI-696 b（LHS 1678 b）が発見されるまで、TESSによって発見された最小の惑星であり、2022年にプロキシマ・ケンタウリdが発見されるまでは、ドップラー分光法で質量が測定された最も低質量の惑星であった。

## 特徴

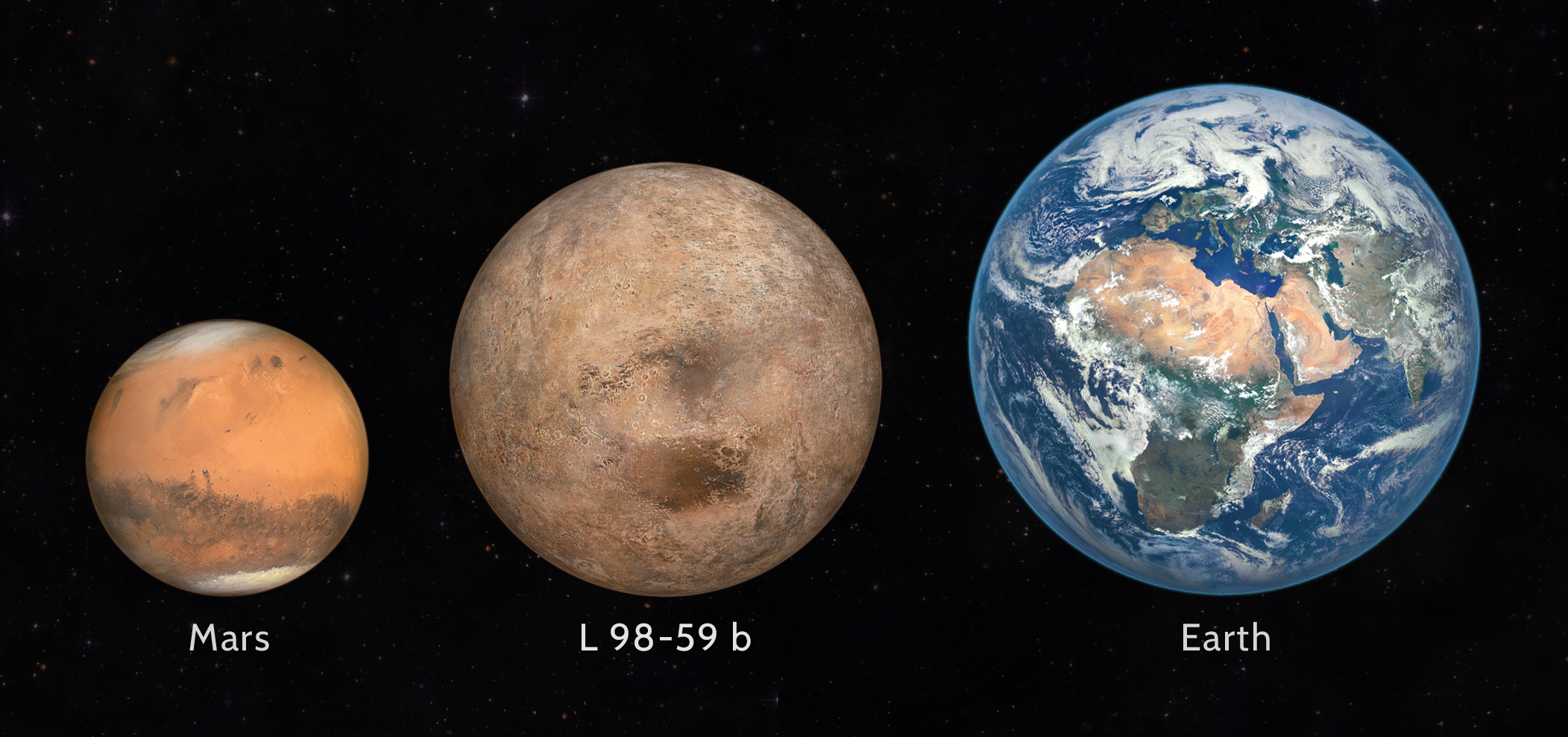
TOI-175 bと火星・地球の大きさ比較

TOI-175 bは主星の周囲を2.25日の公転周期で周っており、主星に非常に近いため、地球が太陽から受け取るエネルギーの22倍ものエネルギーを受けている。TESSによって検出されたTOI-175 bの温度は330℃である。透過光分光観測では、TOI-175 bには大気は存在しないか、高々度に霞を伴う不透明な大気がある可能性が示された。
2025年に発表されたジェイムズ・ウェッブ宇宙望遠鏡のNIRSpecによる透過光分光観測では、二酸化硫黄の大気が存在する可能性が示唆されている。これは火山活動によって引き起こされる可能性が高く、TOI-175 bはイオの少なくとも8倍の火山活動と潮汐加熱を受けていることを示唆している。